# جيمس كانتويل
جيمس كانتويل (بالإنجليزية: James Cantwell)‏ هو سياسي أمريكي، ولد في 25 أكتوبر 1966 بمارشفيلد في الولايات المتحدة. حزبياً، نشط في الحزب الديمقراطي. وقد انتخب عضو مجلس نواب ماساتشوستس.